# Apenvuist
Een apenvuist, in het Engels monkey's fist genoemd, is een soort van stopperknoop. Het wordt aan het einde van het touw geknoopt volgens een bepaalde techniek en dient in de praktijk meer als gewicht dan als stopper, waardoor het makkelijk te gooien wordt.

## Zeevaart
De apenvuist wordt voornamelijk in de zeevaart gebruikt. Bij het aanmeren van een schip, zal men eerst de apenvuist en bijhorend touw aan wal gooien terwijl men aan boord het uiteinde van datzelfde touw vasthoudt of vast maakt. Dan kunnen de, zware en logge, meertouwen die uiteindelijk het schip tegen de kade zullen houden, met behulp van het net aan wal gegooide touw aan wal worden gebracht. Het nut van de apenvuist in de zeevaart bestaat er in om een licht en makkelijk hanteerbaar touw enigszins wat gewicht te geven door een compacte knoop te maken, een knoop waar relatief meer touw wordt voor gebruikt dan voor een andere standaard knoop. Dankzij het gewicht van de knoop wordt het touw lokaal zwaarder waardoor een slinger ontstaat.
Niet enkel bij het aanmeren wordt de apenvuist in combinatie met zijn touw gebruikt, maar ook bij het afmeren om de meertouwen terug naar het schip te begeleiden.
De knoop wordt vaak gelegd rond een klein gewicht, zoals een steen, een knikker, een stuk hout, enz.

## Overig gebruik

### Decoratie
Zoals bij vele knopen wordt ook de apenvuist als decoratie gebruikt. Dit kan als sleutelhanger of als gewichten om het tafelkleed op zijn plaats te houden.

### Wapen
Gevuld met een steen of een stuk metaal, kan een apenvuist effectief als wapen ingezet worden. In deze vorm is een apenvuist in veel landen, zoals in Duitsland, verboden.

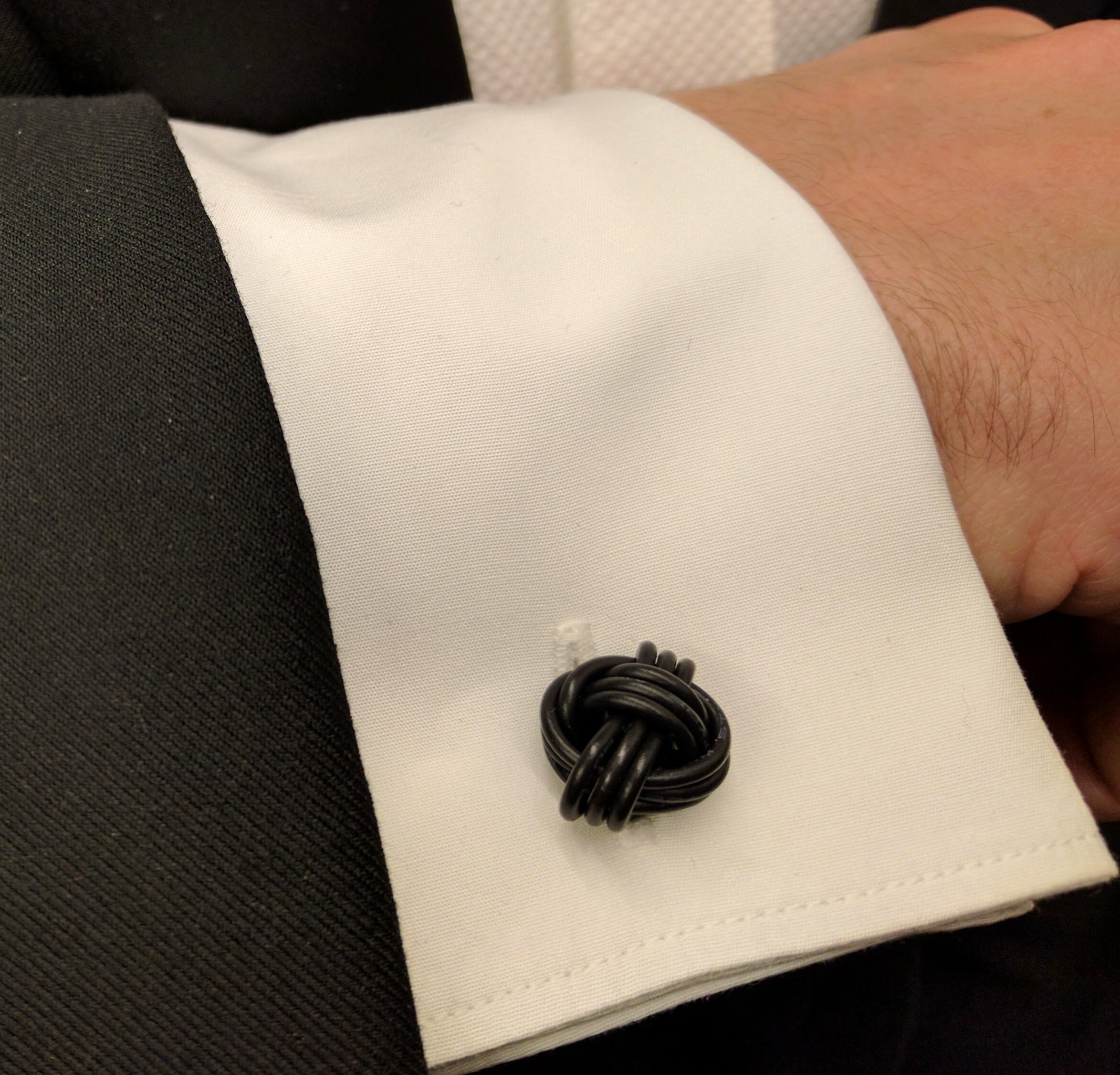
Gebruik als manchetknoop

### Kleding
De knoop is bekend als decoratieve kledingsknoop, bijvoorbeeld als manchetknoop. Ook bij Chinese kleding wordt de knoop traditioneel gebruikt.